# کشتی جنگی ژاپنی آساهی مارو

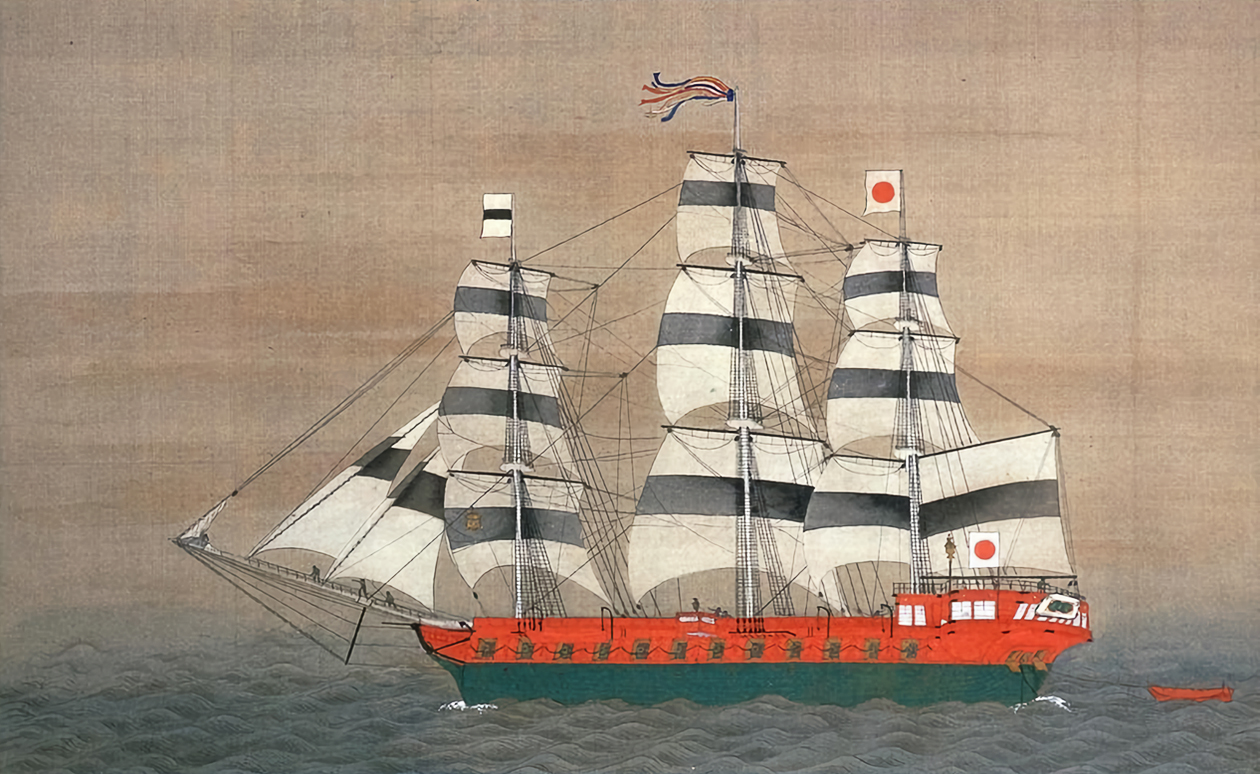
کشتی جنگی ژاپنی آساهی مارو

کشتی جنگی ژاپنی آساهی مارو (به ژاپنی: 旭日丸) یک ناوچه به سبک غربی بود که به دستور شوگون‌سالاری توکوگاوا در دوره باکوماتسو در ژاپن در سال ۱۸۵۴ تا ۱۸۵۶ توسط قلمروی میتو ساخته شد.